# Sangirpitta
De sangirpitta (Erythropitta celebensis caeruleitorques)  is een ondersoort van de sulawesipitta (Erythropitta celebensis) uit de familie van pitta's (Pittidae). Het is een bedreigde, endemische vogel van de Sangihe-eilanden, een archipel ten noordoosten van het eiland Sulawesi (Indonesië). Deze pitta werd in 1876 door  Tommaso Salvadori als aparte soort beschreven.

## Kenmerken
De vogel is 16 tot 18 cm lang. Deze pitta heeft een meer egaal gekleurde roodbruine kop en een duidelijke zwarte keelband, maar verschilt verder weinig van de Filipijnse pitta (E. erythrogaster). Deze pitta werd ook wel als een ondersoort van de Filipijnse pitta opgevat.

## Status
De ondersoort komt alleen voor op het eiland Sangihe Besar en heeft dus een beperkt verspreidingsgebied en daardoor is de kans op uitsterven aanwezig. De grootte van de populatie werd in 2016 door BirdLife International geschat op 50 tot 250 volwassen individuen en de populatie-aantallen nemen af door habitatverlies. Het leefgebied bestaat uit bos in vulkanisch gebied tot op 600 meter boven zeeniveau. Hoewel een deel van het leefgebied is aangewezen als bosreservaat, wordt in de lager gelegen delen het leefgebied aangetast door ontbossing waarbij natuurlijk bos wordt omgezet in gebied voor agrarisch gebruik en menselijke bewoning. Om deze redenen staat deze soort als bedreigd op de Rode Lijst van de IUCN.